# Teodicé
En teodicé (af græsk "theós" (θεός), Gud, og "díkē" (δίκη), retfærdighed) er et forsøg på at vise, at Gud er retfærdig, selv om der findes ondskab og lidelse i verden. Problemet om Guds retfærdighed, set i lyset af ondskaben og lidelsen i verden, kaldes teodicéproblemet, ondskabens problem eller lidelsens problem. Teodicéproblemet kendes i alle verdensreligioner. 
Ordet "teodicé" er opfundet af den tyske filosof Gottfried Wilhelm Leibniz (1646-1716). I sin bog Essays om teodicé (fr. Essais de Théodicée) fra 1710 lavede han en systematisering af de forskellige teodicéer, idet han gennemgik argumenter fra tidligere filosofisk og teologisk litteratur.

## Teodicéproblemet
Teodicéproblemet kan formuleres i spørgsmålet: "Hvordan kan en algod og almægtig Gud tillade, at der findes ondskab og lidelse i verden?" Spørgsmålet indeholder de centrale elementer i teodicéproblemet:
1) Gud. Det forudsættes, at Gud eksisterer.
2) Guds algodhed. Det siges om Gud, at han er algod, dvs. uendeligt god, uendeligt kærlig.
3) Guds almagt. Det siges om Gud, at han er almægtig. Han kan alt, hvad han vil. Gud har skabt alt i universet, og han har kontrol med alle begivenheder. Der sker intet uden Guds vilje og tilladelse. 
4) Det onde. Der findes ondskab og lidelse i verden. Sygdom, krig, vold, tortur, ulykker, naturkatastrofer og sult er eksempler herpå. I forbindelse med teodicéproblemet tænkes der specielt på den ekstreme ondskab og lidelse. 
Enhver løsning på teodicéproblemet må forholde sig til disse fire elementer. Teodicéproblemet kommer af udsagnet, at Gud er algod og almægtig og alligevel tillader det onde. Som udsagnet fremstår, er der tilsyneladende tale om en logisk selvmodsigelse. Der har gennem historien været mange teologer og filosoffer, der har fremført forskellige løsningsforsøg på denne tilsyneladende selvmodsigelse - og dermed løsningsforsøg på teodicéproblemet.

## Løsningsforsøg

### Gud er ikke algod
Nogle teologer og filosoffer har forsøgt at løse teodicéproblemet (opstillet en teodice´) ved at sige, at Gud ikke udelukkende er god. Nogle skriftsteder i Bibelen synes at underbygge den tanke. Allerede i beretningen om syndefaldet står der tilsyneladende, at Gud har skabt det onde (symboliseret ved slangen): "Slangen var det snedigste af alle de vilde dyr, Gud Herren havde skabt." (1. Første Mosebog, kapitel 3,1) I Jobs Bog omtales Satan som en af Gudssønnerne. (Jobs bog, kapitel 1,6) I Esajas' Bog siger Gud: "Jeg er Herren, der er ingen anden! Jeg danner lys og skaber mørke, jeg frembringer fred og skaber ulykke, jeg, Herren, frembringer alt dette." (Esajas´ bog, kapitel 45,6-7)
Hvis man vil hævde, at Gud er almægtig, så følger tilsyneladende deraf, at Gud ikke udelukkende er god, hvis der findes ondskab i verden. For hvis Gud er almægtig, så kan han afskaffe ondskaben. Den konklusion drog Martin Luther (1483-1546) tilsyneladende. For Luther var tanken om Guds almagt vigtig. Vi mennesker må kunne stole på, at Gud er stærk og kan frelse os, sagde han. Luther kunne under ingen omstændigheder give slip på tanken om Guds almagt.
Han var dog godt klar over, at der er store problemer ved dette synspunkt. Blandt andet er der det problem, at der ved dommedag sker en adskillelse mellem de troende mennesker, der bliver frelst (kommer i himmelen) og de vantro mennesker, der går fortabt (kommer i helvede). Eftersom Gud er almægtig, så må det være ham, der er ansvarlig for denne ordning. Men hvordan kan Gud være algod, når han lader så mange mennesker gå evigt fortabt? Mange af dem er endog bedre mennesker end dem, der bliver frelst, indrømmede Luther.
 

Han forsøgte at afbøde problemet ved at skelne mellem den åbenbarede Gud (lat. Deus revelatus) og den skjulte Gud (lat. Deus absconditus). Den åbenbarede Gud er den Gud, der bliver åbenbaret i Bibelen. Det er den gode og kærlige Gud. Den skjulte Gud er derimod Gud i sin totalitet. Det er i virkeligheden den samme Gud – blot er den åbenbarede Gud ikke en åbenbaring af Guds totale væsen. I Bibelen åbenbares der kun en del af Guds væsen. Derfor er den åbenbarede Gud anderledes end den skjulte Gud. I skriftet Om den trælbundne vilje (lat. De servo arbitrio) (1525) sagde Luther: 
”Gud gør mange ting, som han ikke viser os i sit ord [Bibelen]. Han vil også meget, som han i sit ord ikke viser, at han vil. Således vil han ikke synderens død – i sit ord, vel at mærke – men han vil den ifølge hin uudgrundelige vilje.” 
Den skjulte Gud udvirker alt – også i Satan og den gudløse, sagde Luther. Det er også den skjulte Gud, der udvirker, at bestemte menneskers vilje er underlagt Satan. Det betyder igen, at det er Gud, der udvirker, at bestemte mennesker går fortabt. Mennesket har jo ikke nogen fri vilje i den henseende. Viljen er trælbundet, siger han. Mennesket bliver frelst – eller går fortabt – uden at det har nogen mulighed for at ændre på sin skæbne.
Luther kunne i virkeligheden ikke finde en tilfredsstillende løsning på problemet. Han sagde, at vi må bøje under Guds majestæt og hans uudgrundelige vilje. Vi kan og må ikke udforske hans hemmeligheder. De er forbudt område. Guds retfærdighed ligger på så højt et plan, at den ikke kan fattes af den menneskelige fornuft. Men når Gud åbenbarer sig på dommens dag, så vil alle kunne se, at han er fuldt ud retfærdig.
Over for oplevelsen af ekstrem ondskab og lidelse har det været svært for mange mennesker at fastholde tanken om Guds algodhed. Gud kan tværtimod virke som en ond eller en drillende Gud. Den oplevelse havde for eksempel den unge Kaj Munk (1898-1944), da han hørte om rædslerne under 1. verdenskrig (1914-1918). I sin selvbiografi Foråret så sagte kommer (1942) beskriver han sine tanker og følelser fra dengang: 
”Fødsel, elskov, bedrift - han [Gud] står bag ved det alt sammen og får sin vilje igennem det. Med favntagets liflighed lokker han kvinden for at give hende fødslens rå kval. Med modernavnets lykke lokker han hende til at amme og hæge barnet, elske og nære det, værne og værge det, til drengen er stor nok til at kunne le hende op i ansigtet og gå til en anden kvinde. Han har nedlagt en drift i mand og kvinde til at søge salighed hos hinanden for sådan at prakke dem samliv på, der bliver til vane, uhumskhed og væmmelse. Han har nedlagt en drift i menneskeheden til at hige fremad, finde på, skabe - for at ægge dem op ad kulturens trappe trin for trin, til han ler og giver den et puf for brystet, og den styrter skrigende og med lemmer, der brækkes, og nakke, der kvases, ned i krigens pøl af latrin. ... Ser vi ikke alt nu, hvad det er, han vil opnå med de drifter, han putter i os, hvad hans hensigt er med os selv? Hans lyst er hans skabnings lidelse. ... Hans navn er den drillende Gud.” 
Senere i sit liv forlod Kaj Munk dog dette synspunkt, og han kom til at tro på den gode Gud. Det var svært for ham at give slip på tanken om Guds algodhed - ligesom det har været svært for mange andre mennesker. Hvis man ikke vil slippe tanken om Guds algodhed, så er det dermed nærliggende at løse teodicéproblemet ved at svække tanken om Guds almagt. 

### Gud er ikke almægtig
Nogle teologer har forsøgt at løse teodicéproblemet ved at at sige, at Gud ikke er almægtig. Ganske vist siger de, at Gud er den mægtige skaber, og at han har haft en god hensigt med sin skabelse. Men noget er kommet på tværs af hans gode hensigt. Det onde er kommet ind i den gode verden, han har skabt. Det onde er blevet til en selvstændig magt, der kæmper mod den kærlige Gud og er blevet "fjenden". Tilværelsen opfattes som en kamp mellem godt og ondt, mellem de livsopbyggende og de livsnedbrydende kræfter. 
Der findes således to modstridende grundkræfter i tilværelsen: Gud, som er kilden til det gode, og Djævelen, som er kilden til det onde. Dualismen mellem Gud og Djævelen findes blandt andet i den traditionelle kristendom og i manikæismen. Djævelen ses som en "anti-Gud", Guds arvefjende, der kæmper mod Gud. Djævelen eksisterer sideløbende med Gud, tilsyneladende fra evighed af. Han er en konkurrent til Gud, en modstander af Guds plan for verden. 
Ved at fornægte Guds almagt på denne måde fritages Gud for ansvaret for ondskabens eksistens. Ifølge denne dualistiske opfattelse kæmper Gud og Djævelen i de enkelte menneskesjæle om sjælens frelse. Det er menneskets opgave at kæmpe på det godes side. Den opfattelse kom Kaj Munk senere frem til. Den ses i hans salme Du ved det nok, mit hjerte (1938):
”Du ved det nok, mit hjerte,
Du ved, at Gud er stor;
men stor er og hans fjende,
så tit du det erfór.
Velan! så får du kæmpe
og tro trods fald og brud,
at stor er vel Guds fjende,
men større er dog Gud.”

### Det onde er i virkeligheden ikke ondt.
En tredje forsøg på at løse teodicéproblemet består i at sige, at det onde i virkeligheden ikke er ondt, men kun tilsyneladende ondt. Den tyske filosof Leibniz mente således, at det onde tjener til at sætte Guds gode skabelse i relief - ligesom skygger på et maleri tjener til at fremhæve maleriets lys og skønhed. En lignende tanke findes hos den danske åndelige lærer Martinus (1890-1981), som mente, at der findes en evigt princip - kontrastprincippet - som forklarer det ondes eksistens. Ifølge kontrastprincippet er eksistensen af kontraster en forudsætning for, at man i det hele taget kan opleve noget. Et fænomen kan ikke opleves, hvis det ikke markeres af en eller anden kontrast til dette fænomen. Lys kan kun opleves på baggrund af mørke. Hvide bogstaver kan ikke opleves på et tilsvarende hvidt stykke papir.
Det betyder videre, at menneskenes oplevelse af det onde er en nødvendig forudsætning for deres oplevelse af det gode: 
"... at al død og undergang, offer og undertrykkelse i virkeligheden er livets port, er den mørke baggrund, uden hvilken det ville være umuligt at male livets lyse billede, ... er det nødvendige 'onde', der nødvendigvis må til, for at en fornemmelse af noget 'bedre' kan skabes, idet jo netop er på denne fornemmelse, at al evne til at opleve glæde beror." 
Heraf følger, at "det onde" ikke er ondt i det store perspektiv, som rækker ud over en lang række af liv (inkarnationer). I det store perspektiv er alt "såre godt". Det såkaldt onde er godt, fordi det tjener et godt formål, nemlig oplevelsen af lyset. Det er ikke godt, fordi det er behageligt. Derfor taler Martinus om "det behagelige gode" og "det ubehagelige gode.
En anden måde at tilkende det onde en positiv funktion på, er ved at sige, at det onde er nødvendigt for menneskets åndelige vækst. Det onde er som en modstand, der skal overvindes. Derved kalder det på hidtil ubrugte kræfter i mennesket. Kræfterne bliver mobiliseret for at udholde det onde - og til sidst overvinde det. Ved denne kamp for at overvinde modstanden udvikler væsenerne sig og bliver stærkere - ligesom en muskel udvikler sig og bliver stærkere ved at kæmpe mod en modstand. Det onde er godt for noget. Mennesket skal dannes og udvikle sig. Denne tanke findes f.eks. hos kirkefaderen Irenæus og hos teologen og religionsfilosoffen John Hick.

### Retfærdigheden findes i et senere liv
Et argument, der bygger på troen på reinkarnation, går ud på, at lidelser i det nutidige liv er et resultat af onde handlinger i et tidligere liv. Heri ligger tanken om karma - at enhver handling afføder en energi, der udløser en skæbne, eventuelt i et senere liv. Et menneskes dårlige intentioner og dårlige handlinger skaber en dårlig karma og dermed en dårlig skæbne, eventuelt i et fremtidigt liv. Derved fritages Gud for at være uretfærdig. De tilsyneladende uretfærdigheder afbalanceres i løbet af de mange liv. Heri ligger også svaret på, hvorfor der undertiden sker onde ting for gode mennesker. 
Et andet argument, der bygger på troen på reinkarnation, går ud på, at lidelsen har en belærende funktion: Gud lader mennesker leve flere liv på jorden, så de kan lære gennem den lidelse, der er forårsaget af deres forkerte valg i fortiden. Derved tilskyndes de til ikke at foretage disse handlinger igen. Dette argument fremføres for eksempel af teosofien, antroposofien, Martinus og New age.

### Den frie vilje nødvendiggør det onde
Et ofte fremført argument i forbindelse med teodicéproblemet er, at mennesket har en fri vilje, og at denne frie vilje nødvendiggør det onde. At mennesket har en fri vilje betyder nemlig, at det har mulighed for at vælge at gøre noget ondt. Det er ikke muligt at være et væsen, som har en fri vilje, og som kun kan vælge at gøre noget godt. I så fald er viljen ikke fri, men bundet - nemlig bundet til det gode. Og i så fald er væsenet en robot eller en slave. Og så har det ikke noget ansvar for sine handlinger.
Når mennesket vælger Gud fra og vælger det onde, så er det ikke Guds skyld, at det kommer till at opleve lidelse som følge af dette - frie - valg. Det er mennesket selv, der bringer sig i denne situation. Selv den endegyldige fortabelse ved dommedag er et resultat af menneskets frie valg, siger visse teologer.

## Et teologisk synspunkt: Der er ingen (erkendelig) løsning
Ifølge den protestantiske reformerte teolog Karl Barth er der ingen løsning på teodicéproblemet. Vi har ikke ret til at anklage Gud. Det er en traditionel holdning hos kristne teologer, at der ikke findes en tilfredsstillende løsning på teodiceproblemet. Når man har prøvet sig frem med forskellige løsningsforsøg, ender man som regel med en følelse af, at det "ikke går op". Der er noget utilfredsstillende ved enhver løsning på teodicéproblemet. Man føler, at man som menneske har en begrænset erkendelsesevne, der forhindrer én i at finde en tilfredsstillende løsning. Man accepterer sin begrænsede erkendelsesevne; jævnfør talemåderne: "Herrens veje er uransagelige" og "Vi kan ikke se Vorherre i kortene."  Et eksempel er den tyske teolog Alfred Buss, der siger: "Ærlig teologi indrømmer, at der ikke er noget svar på spørgsmålet om lidelsens betydning. Enhver, der prøver alligevel, sætter kun lygtemænd op." 
Det er for eksempel utilfredsstillende at fastholde tanken om Guds almagt og således gøre Gud ansvarlig for alt det onde, der sker i verden. Men det er også utilfredsstillende at give slip på tanken om Guds almagt. For så føler man, at det onde får for stor magt. En almindelig måde at løse det problem på, er at sige, at Gud ikke står bag det onde, men at Gud kan skabe noget godt ud af det onde. "Gud vil ikke alt, der sker, men han vil noget med alt, der sker," siger den danske teolog Viggo Mortensen.

## Den ateistiske konklusion: Gud eksisterer ikke
Erfaringen af ondskab og lidelse har fået mange mennesker til at drage den konklusion, at Gud ikke eksisterer. En tysk soldat, der blev dræbt under 2. verdenskrig, skrev i sit sidste brev hjem: 
"Du er sjælesørger, far, og i sidste brev siger et menneske kun det, som er sandheden - eller det, som det tror er sandheden. Jeg har søgt efter Gud i hvert granathul, i hvert udbombet hus, på hvert gadehjørne, hos hver eneste kammerat, når vi lå i skyttegraven, og jeg har søgt efter ham i hans himmel. Gud viste sig ikke, når mit hjerte råbte efter ham. ... Fra himlen faldt der kun bomber og ild, kun Gud var intetsteds at finde. Nej, far, der er ingen Gud. Jeg gentager det og ved, at det er uhyggeligt ..." 
Den tyske filosof Norbert Hoerster (f. 1937) siger, at eksistensen af et guddommeligt væsen, der er lige så almægtigt, som det er algodt, må betragtes som yderst usandsynligt i betragtning af verdens mangfoldige ondskab.  
Den svenske filosof Ingemar Hedenius (1908-1982) afviste Guds eksistens ud fra en en logisk analyse af teodicéproblemet. Der er simpelthen tale om en logisk selvmodsigelse, når kristendommen hævder, at Gud er almægtig og algod, samtidig med at den anerkender, at der findes ondskab og lidelse i verden, sagde han. Kristendommen kan på den baggrund ikke være sand. For to sandheder kan ikke modsige hinanden. Hvis der optræder en indre modsigelse i kristendommens udsagn, så må kristendommen være usand. Fornuften kræver, at man ikke tror på denne religion, konkluderede Hedenius.